# 元竹駅
元竹駅（ウォンジュクえき）は大韓民国忠清南道保寧市にある韓国鉄道公社長項線の駅である。

## 駅構造
- 1面1線の地上駅。

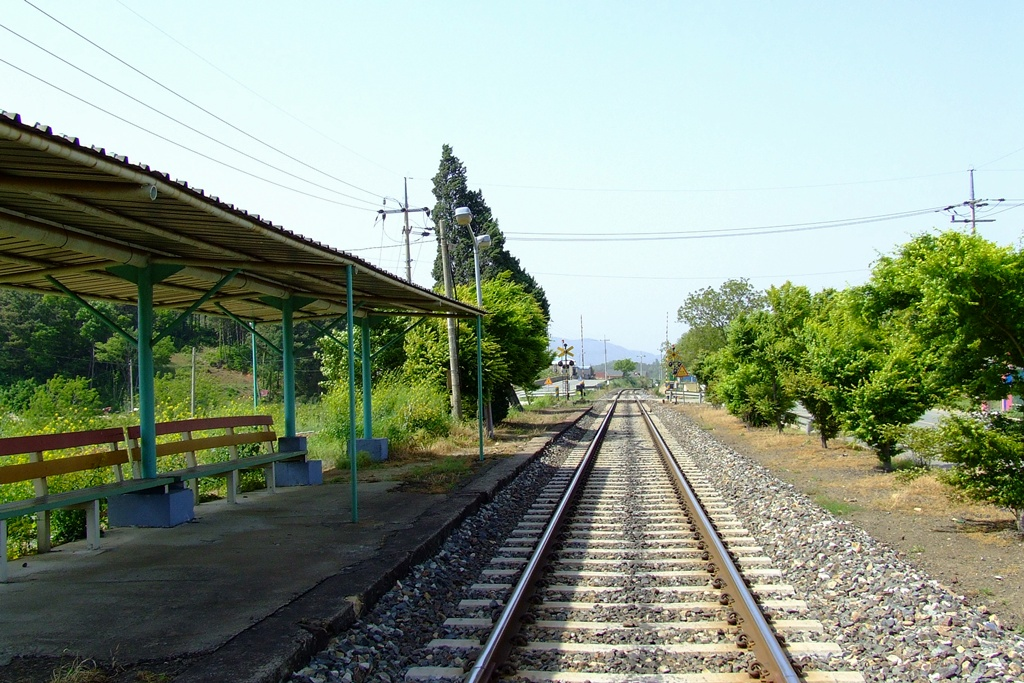
駅全景

## 沿革
- 1929年12月1日 - 竹林駅として開業[1]
- 日時不明 - 廃止。
- 1967年5月1日 - 無配置簡易駅として現駅名にて再開業[2]。
- 2007年6月1日 - 旅客取扱中止。
- 2015年5月 - ホームの屋根が撤去される。

## 隣の駅
韓国鉄道公社
長項線
広川駅 - 元竹駅 - 青所駅